# Denotrarisia linguifolia
Denotrarisia linguifolia är en bladmossart som först beskrevs av De Not., och fick sitt nu gällande namn av Riclef Grolle. Denotrarisia linguifolia ingår i släktet Denotrarisia och familjen Lophoziaceae. Inga underarter finns listade i Catalogue of Life.